# U.S. Highway 101
Der U.S. Highway 101 (oder U.S. Route 101) ist ein 2.471 Kilometer (1535 Meilen) langer und in Nord-Süd-Richtung verlaufender US-amerikanischer Highway in den US-Bundesstaaten Washington, Oregon und Kalifornien entlang der Pazifikküste der USA.

## Allgemeines
Der Highway 101 trägt noch weitere inoffizielle Namen, etwa „Olympic Highway“ (im Staat Washington), „Pacific Coast Highway“ (Oregon), „Redwood Highway“ oder „El Camino Real“ (in Kalifornien). Trotz seiner irreführenden dreistelligen Nummer, die normalerweise für Zubringerstraßen (englisch spur routes) verwendet wird, ist der U.S. Highway 101 eine Hauptstraße (englisch major route) im United States Numbered Highway System. Folgt man diesem System, wäre der US-101 der Zubringer für den – an der Ostküste der Vereinigten Staaten verlaufenden – U.S. Highway 1, was nicht zutrifft. Vielmehr gilt die „10“ hierbei als die erste Ziffer, da der nächst östliche (heutzutage nicht mehr existente) Nord-Süd-Highway der US 99 war. Große Streckenabschnitte der Fernstraße US-101 gelten als Panoramastraße.

## Geschichte
Nachdem die American Association of State Highway and Transportation Officials die Straßenbauplanungen bis Dezember 1925 abgeschlossen hatte, begannen die drei beteiligten Bundesstaaten unabhängig voneinander mit dem Straßenbau. Im Januar 1928 wurde in Kalifornien der erste Streckenabschnitt zwischen San Diego und Los Angeles dem Verkehr übergeben. Die Fertigstellung in Washington erfolgte im Mai 1931, im Oktober 1936 folgte der Straßenabschnitt in Oregon.

## Verlauf
Der Highway verläuft entweder direkt an der Pazifikküste (im nördlichen Abschnitt) oder weiter im Inland (im südlichen Teil).
| US-Bundesstaat | Streckenlänge in km | Streckenlänge in mi |
| -------------- | ------------------- | ------------------- |
| Washington     | 0588                | 366                 |
| Oregon         | 0585                | 363                 |
| Kalifornien    | 1298                | 806                 |
| gesamt         | 2471                | 1535                |

Rund  54 % der Gesamtstrecke entfällt auf Kalifornien, die beiden anderen Bundesstaaten besitzen einen Anteil von jeweils 23 %. In beteiligten Bundesstaaten ist der US-101 der längste Highway.

### Übersicht
| Ortschaft                              | Entfernung in km | Entfernung in mi |
| -------------------------------------- | ---------------- | ---------------- |
| Tumwater, I-5                          | 0                | 0                |
| Port Angeles                           | 190              | 119              |
| Forks                                  | 090              | 056              |
| Aberdeen                               | 171              | 107              |
| Long Beach                             | 114              | 071              |
| Grenze zwischen Washington und Oregon  |                  |                  |
| Astoria                                | 30               | 19               |
| Seaside                                | 27               | 17               |
| Bay City                               | 69               | 43               |
| Lincoln City                           | 78               | 49               |
| Newport                                | 40               | 25               |
| Florence                               | 78               | 49               |
| Port Orford                            | 156              | 99               |
| Gold Beach                             | 45               | 28               |
| Grenze zwischen Oregon und Kalifornien |                  |                  |
| Smith River                            | 93               | 58               |
| Crescent City                          | 21               | 13               |
| McKinleyville                          | 114              | 71               |
| Eureka                                 | 21               | 14               |
| Miranda                                | 93               | 58               |
| Leggett                                | 57               | 36               |
| Laytonville                            | 35               | 22               |
| Ukiah                                  | 73               | 46               |
| Cloverdale                             | 46               | 29               |
| Santa Rosa                             | 51               | 32               |
| San Rafael                             | 59               | 37               |
| Golden Gate Bridge                     | 19               | 12               |
| San Francisco                          | 11               | 7                |
| San Bruno                              | 19               | 12               |
| Redwood City                           | 24               | 15               |
| Palo Alto                              | 13               | 8                |
| San José                               | 27               | 17               |
| Gilroy                                 | 51               | 32               |
| Salinas                                | 45               | 28               |
| El Paso de Robles                      | 156              | 99               |
| San Luis Obispo                        | 48               | 30               |
| Santa Maria                            | 51               | 32               |
| Santa Barbara                          | 101              | 63               |
| Ventura                                | 45               | 28               |
| Los Angeles, I-5                       | 98               | 61               |
| gesamt                                 | 2467             | 1542             |

Der U.S. Highway 101 beginnt und endet am Interstate Highway 5.

### Bildergalerie

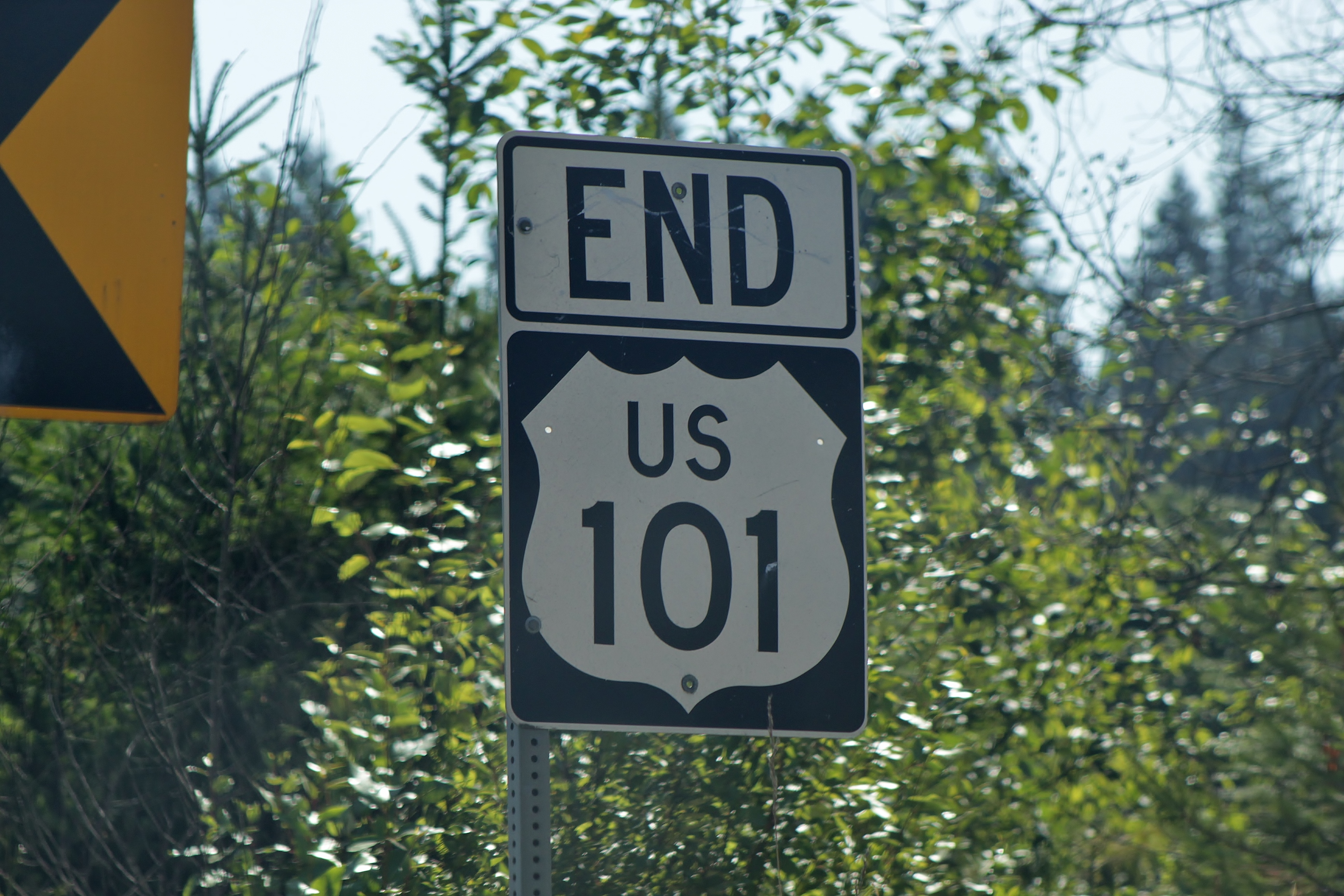
Beginn oder Ende des US-101 in Tumwater Washington
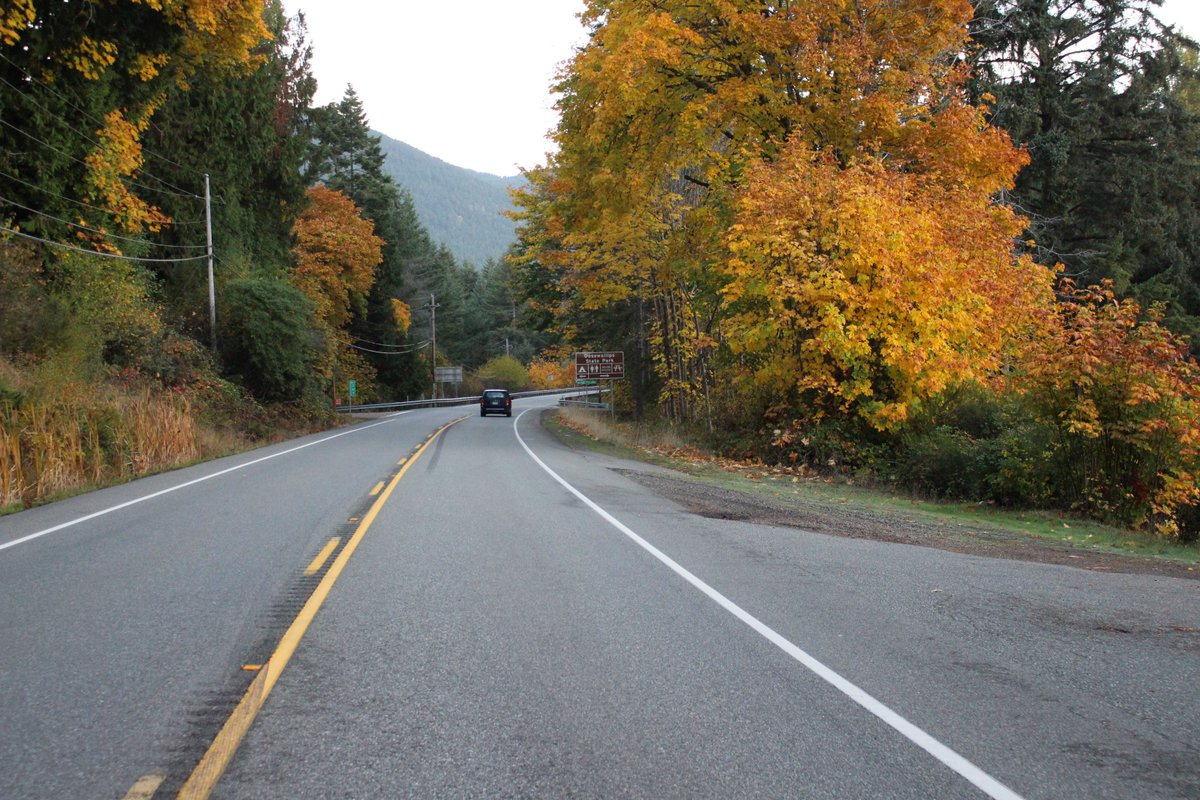
Der US-101 im Olympic-Nationalpark Washington
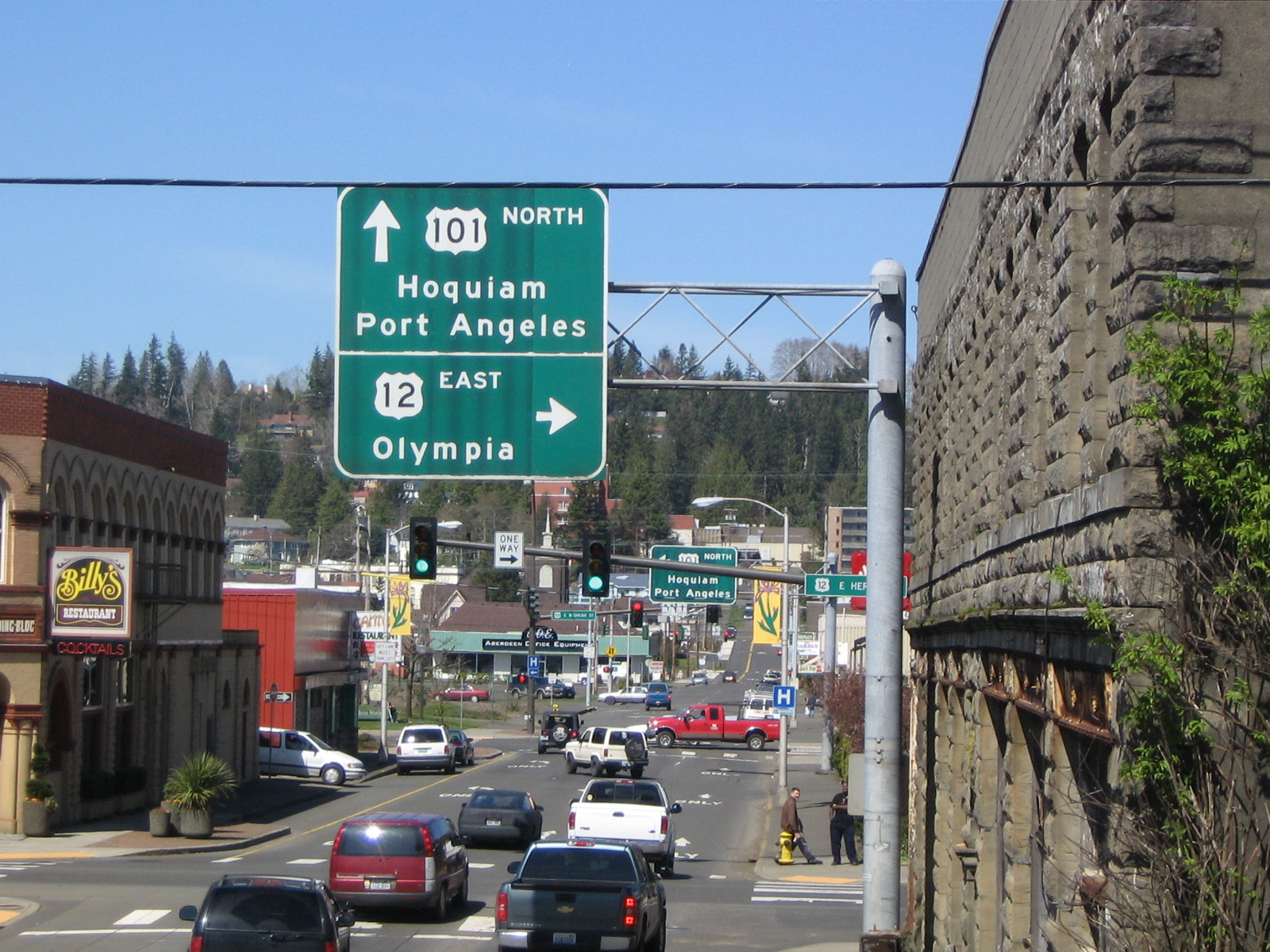
Straßenschilder für den US-101 in Aberdeen Washington
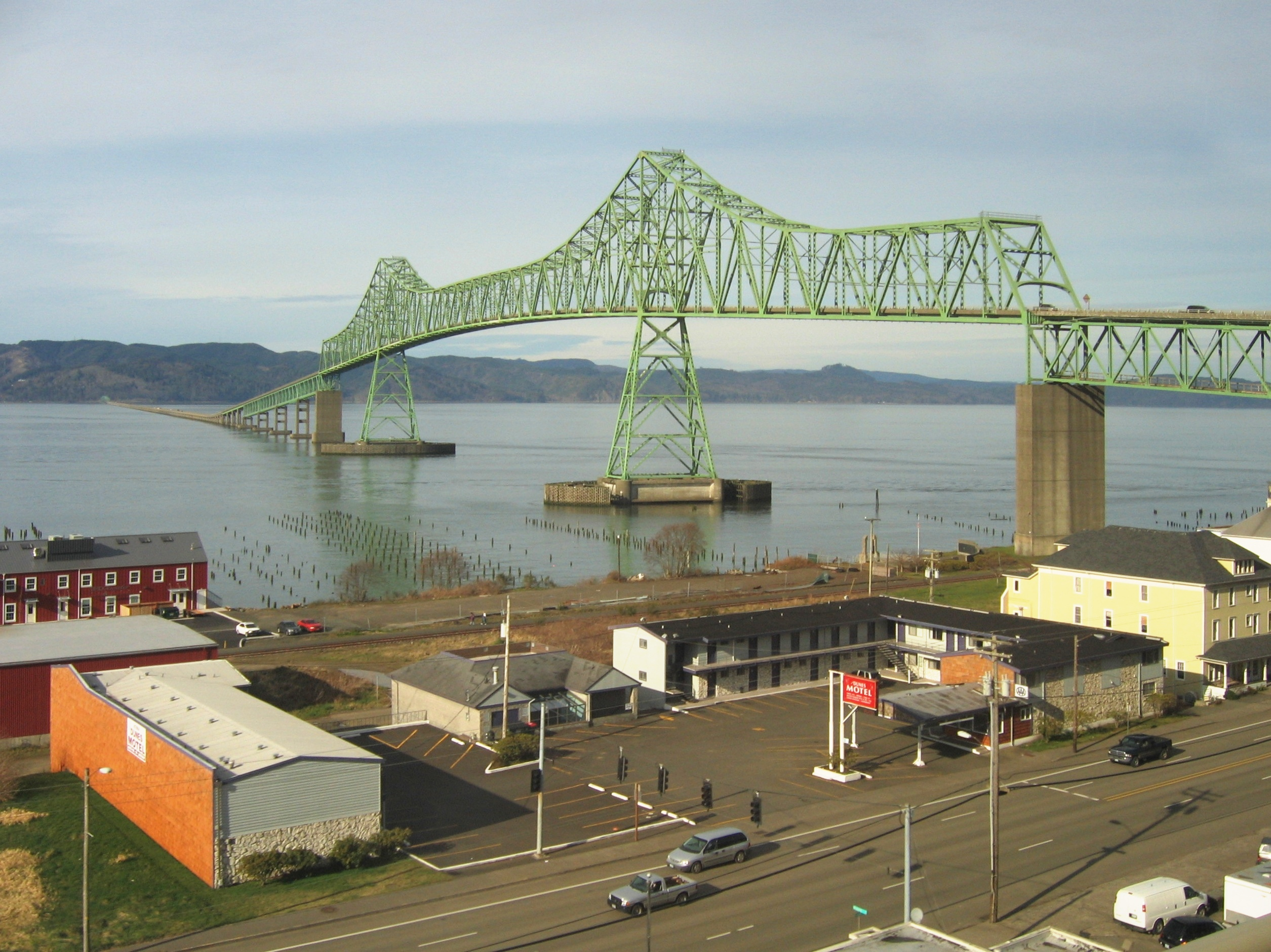
Die Astoria Bridge über den Columbia River Oregon
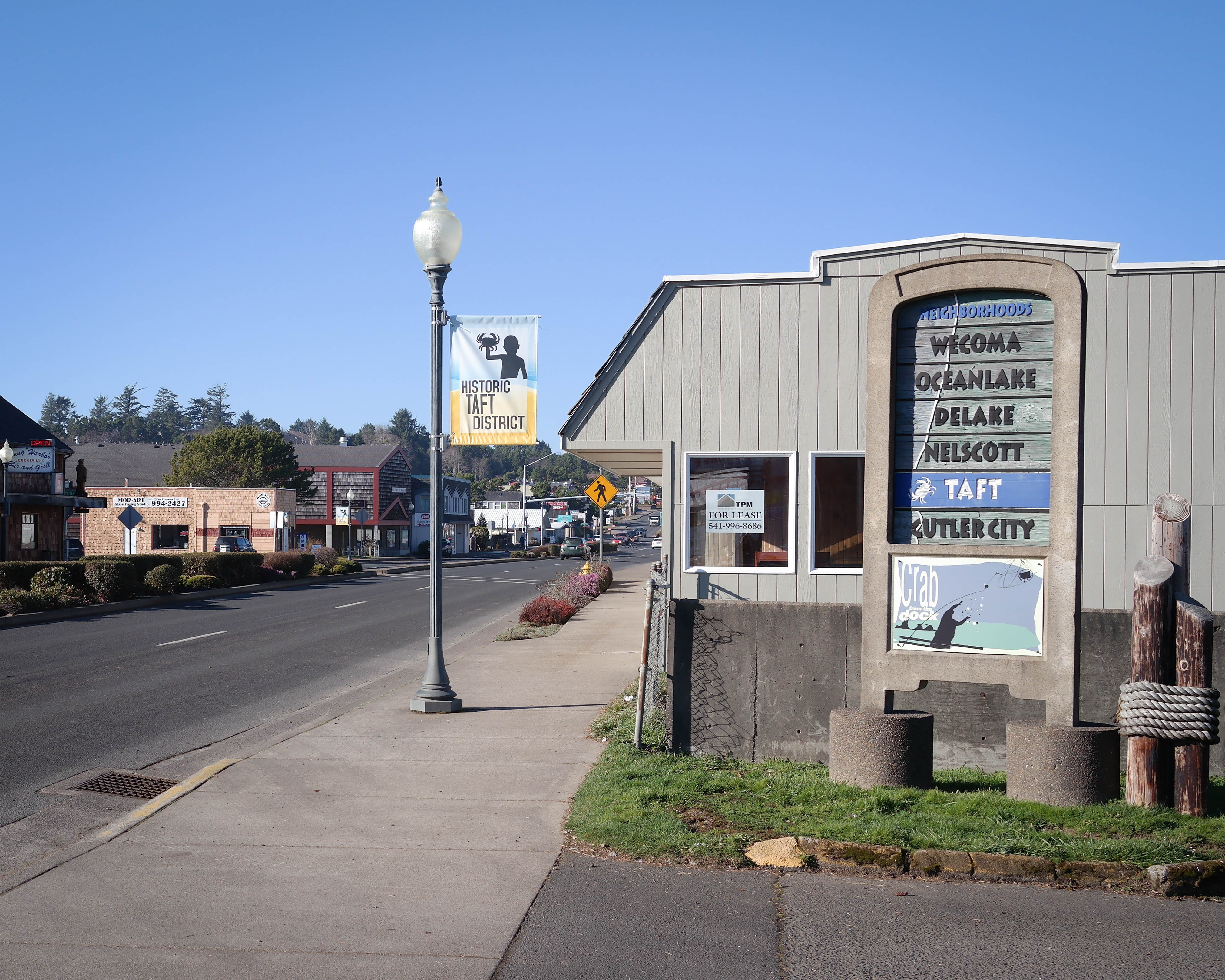
Der US-101 in Lincoln City Oregon
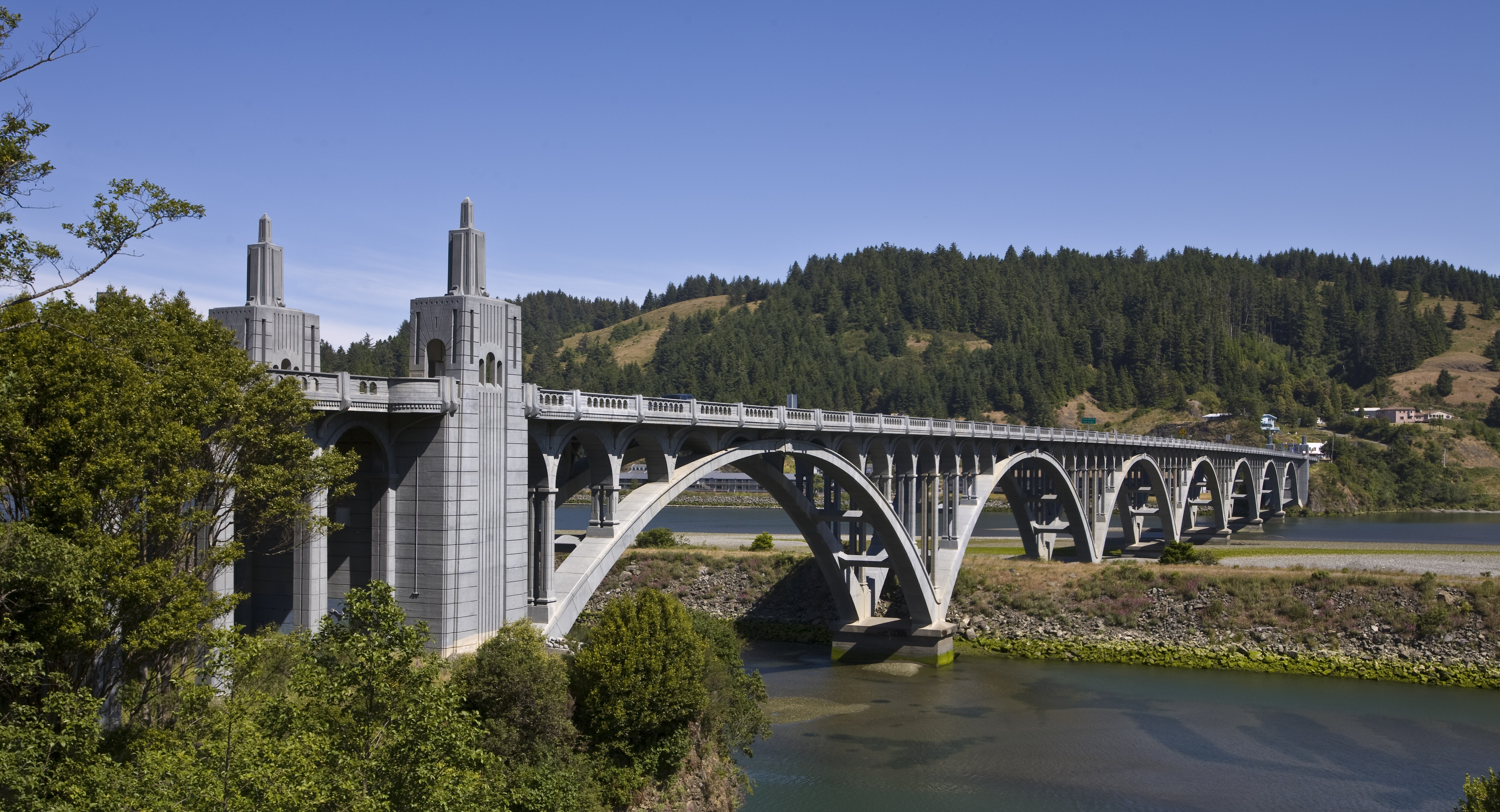
Die Rogue River Bridge über den Rogue River Oregon
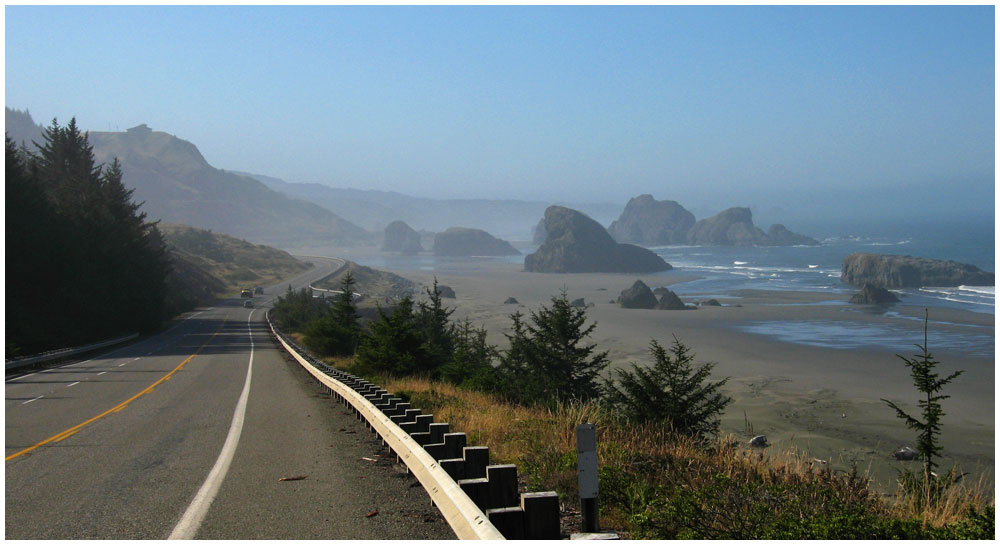
An der Hunter Cove der Küste Oregons Oregon
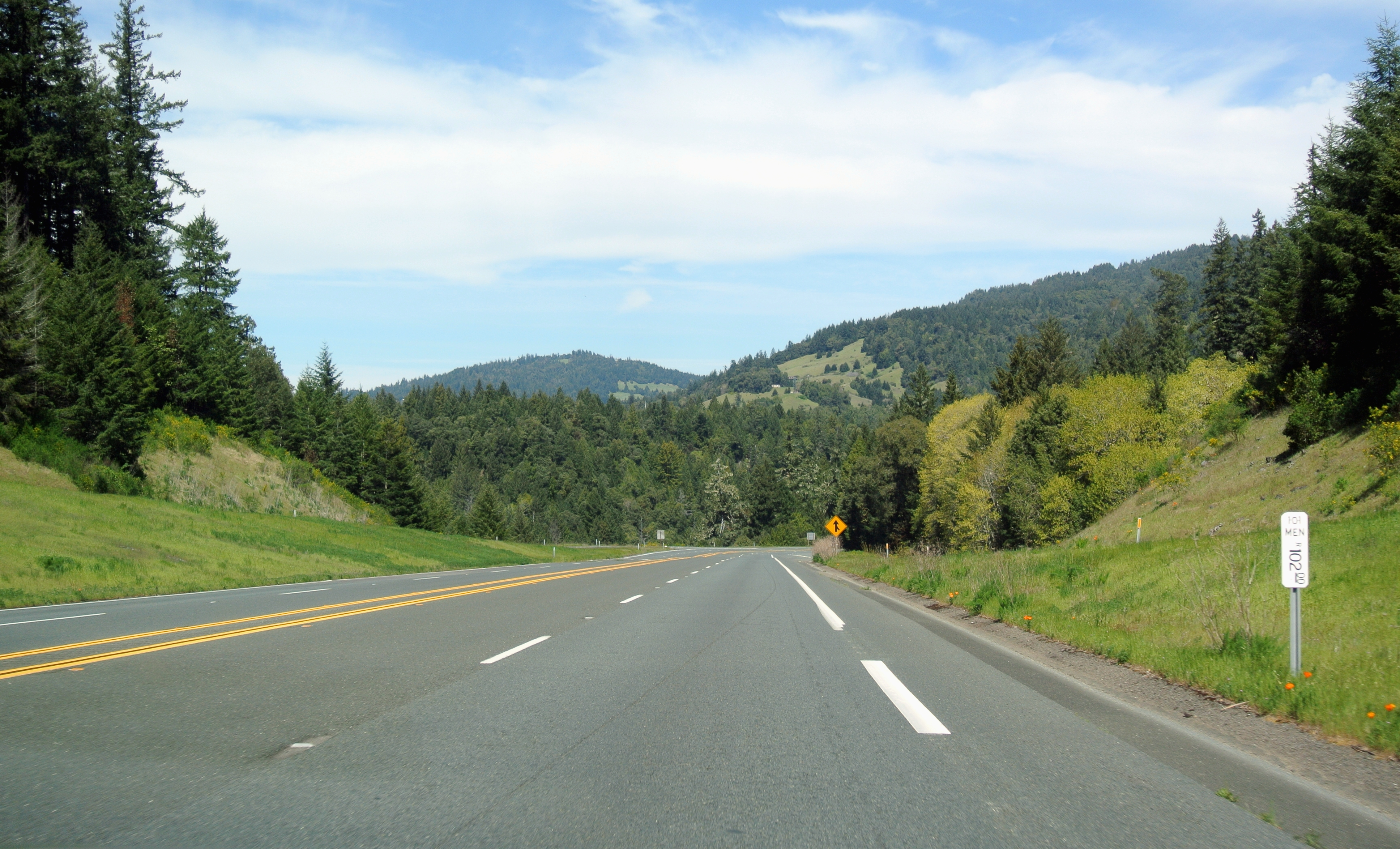
U.S. Route 101 im Mendocino County
  Kalifornien
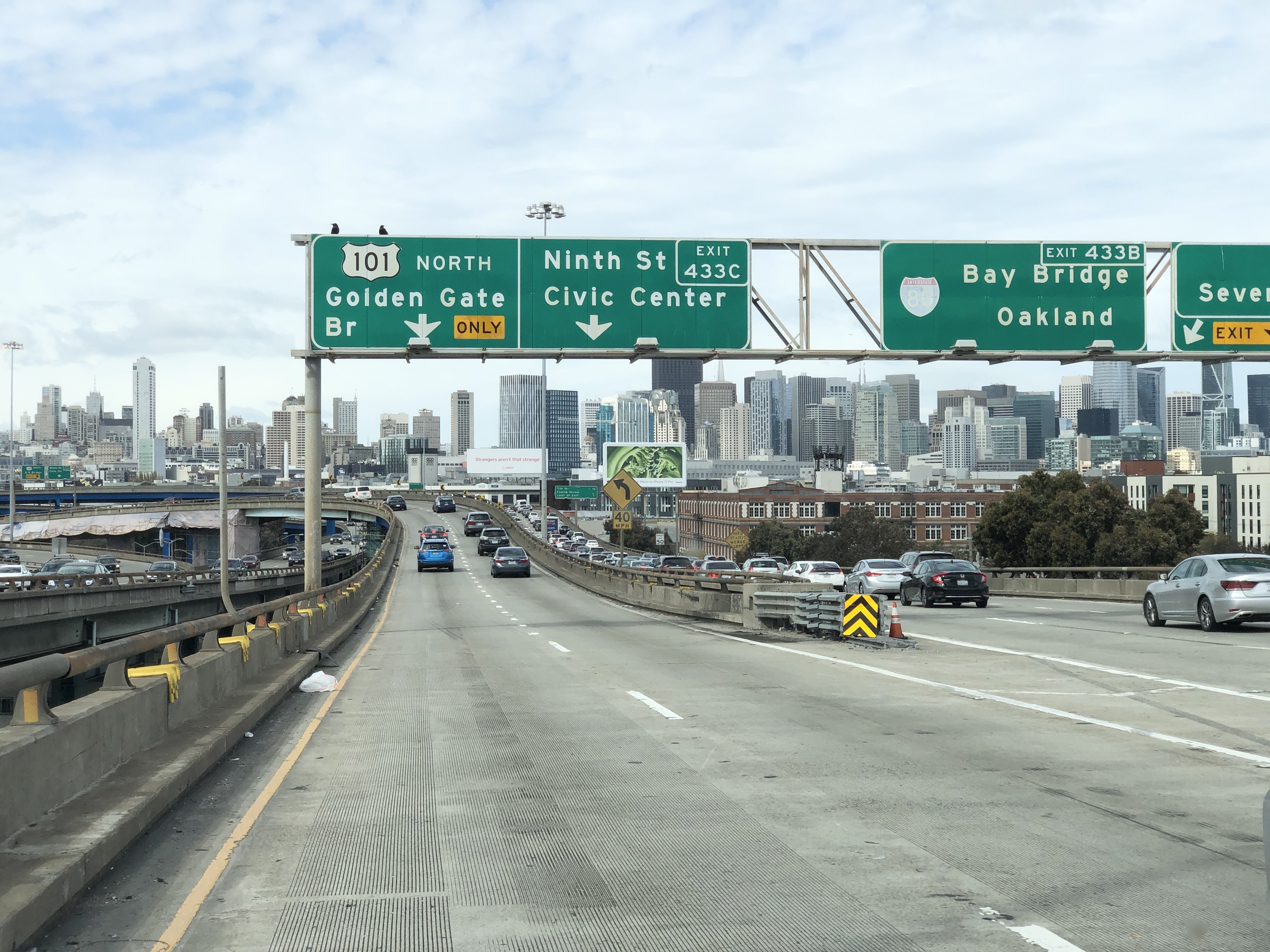
Hinweisschilder in San Francisco Richtung Golden Gate Bridge (Bayshore Freeway) Kalifornien
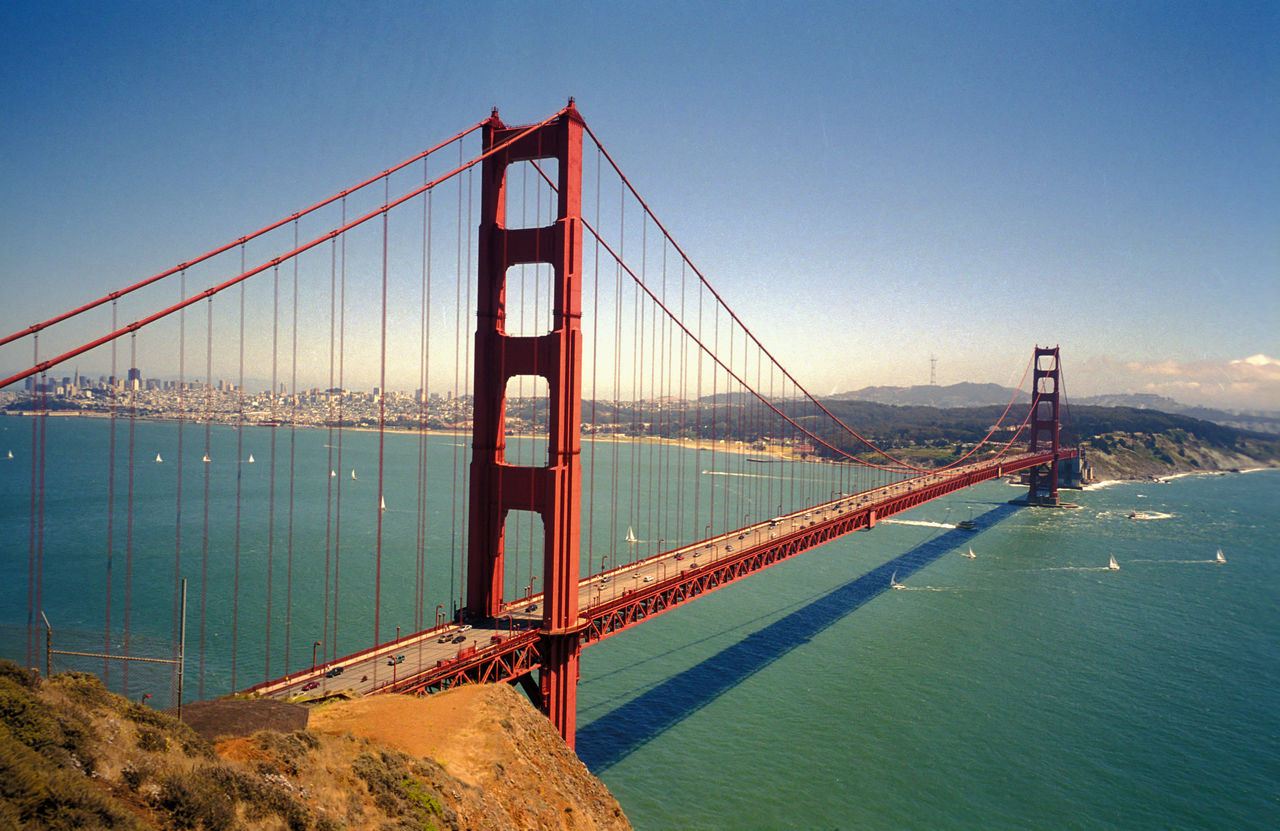
Golden Gate Bridge Kalifornien
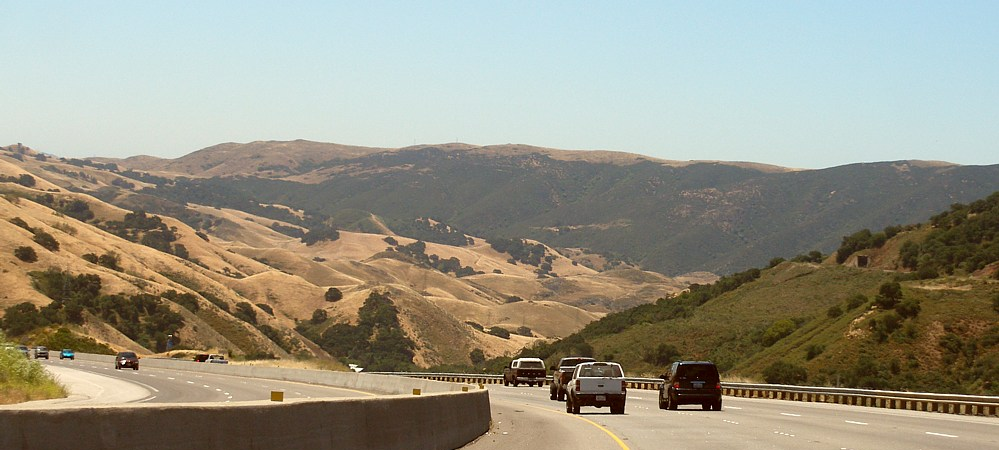
In der Nähe von San Luis Obispo Kalifornien
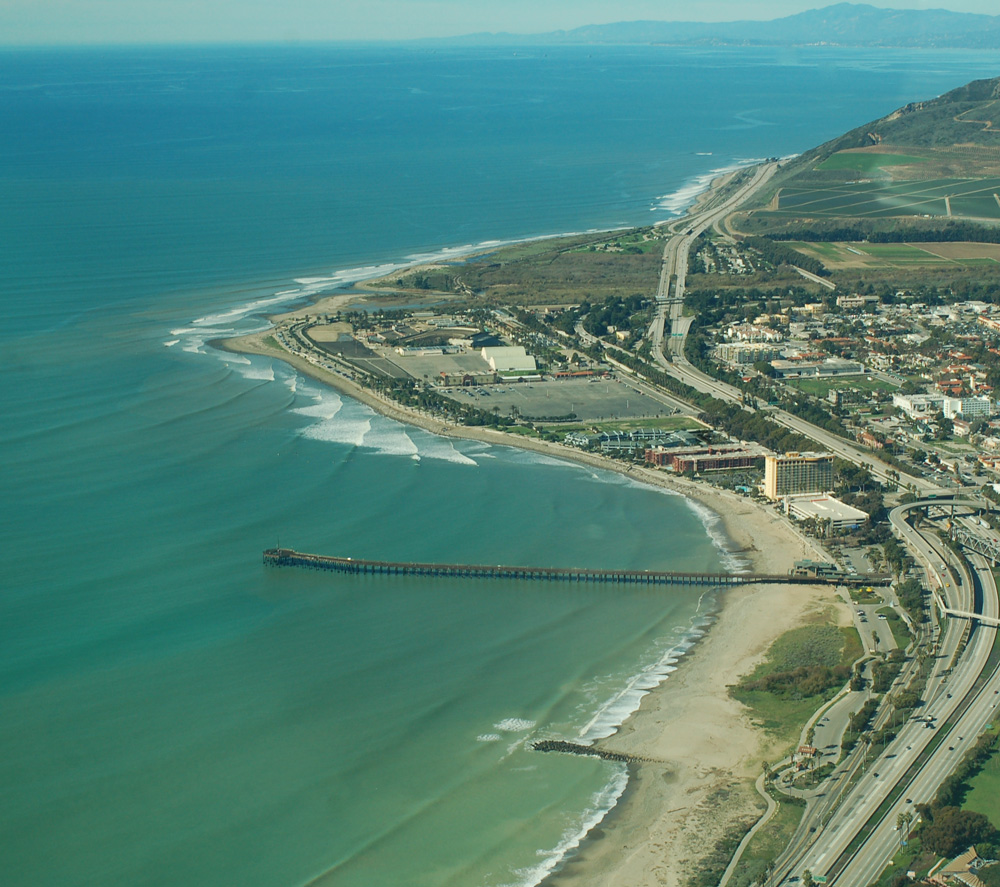
Ventura mit dem „Surfer’s Point Ventura“ und dem US-101 (rechts) Kalifornien
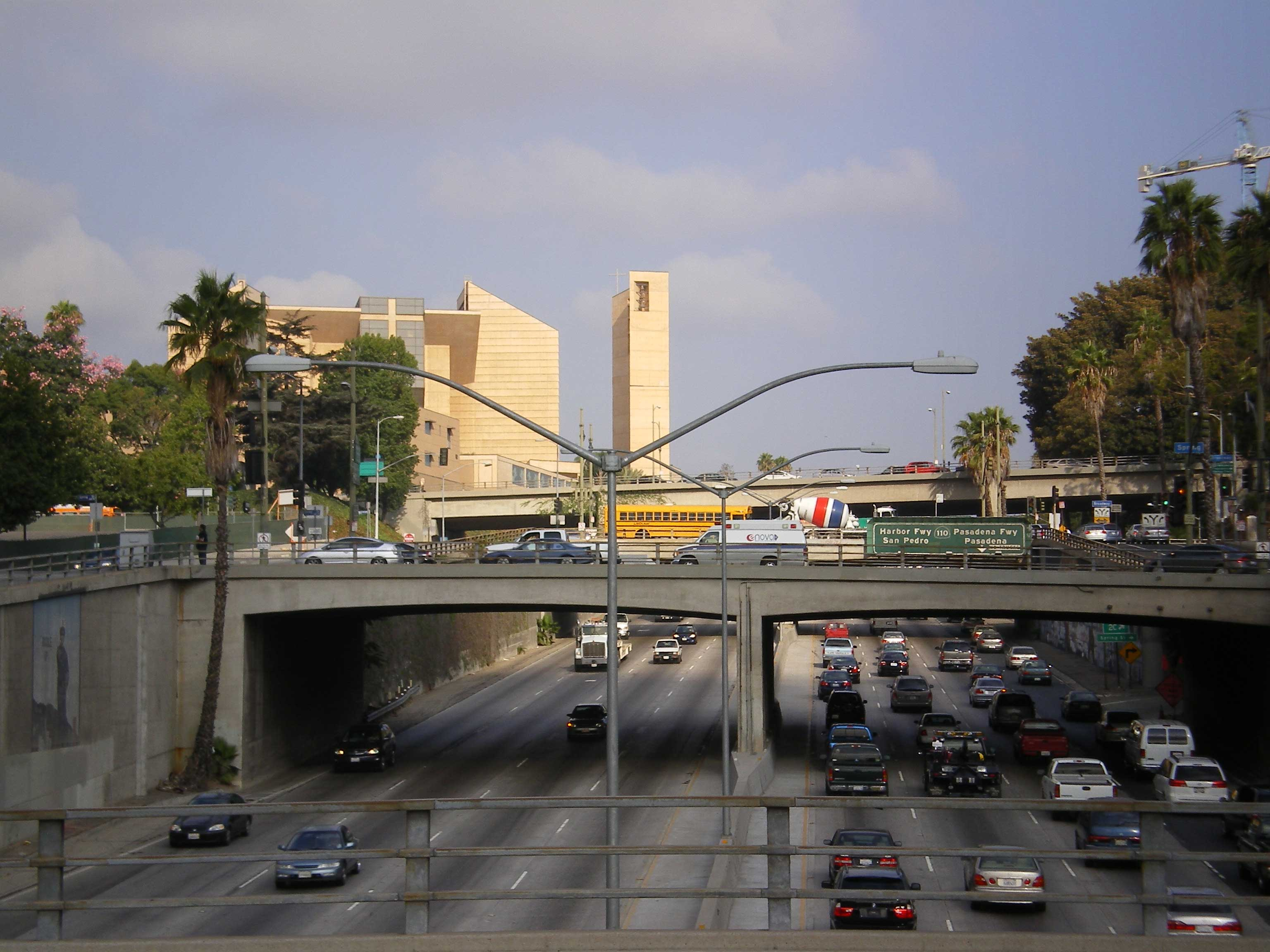
Der Highway 101 in Downtown Los Angeles Kalifornien
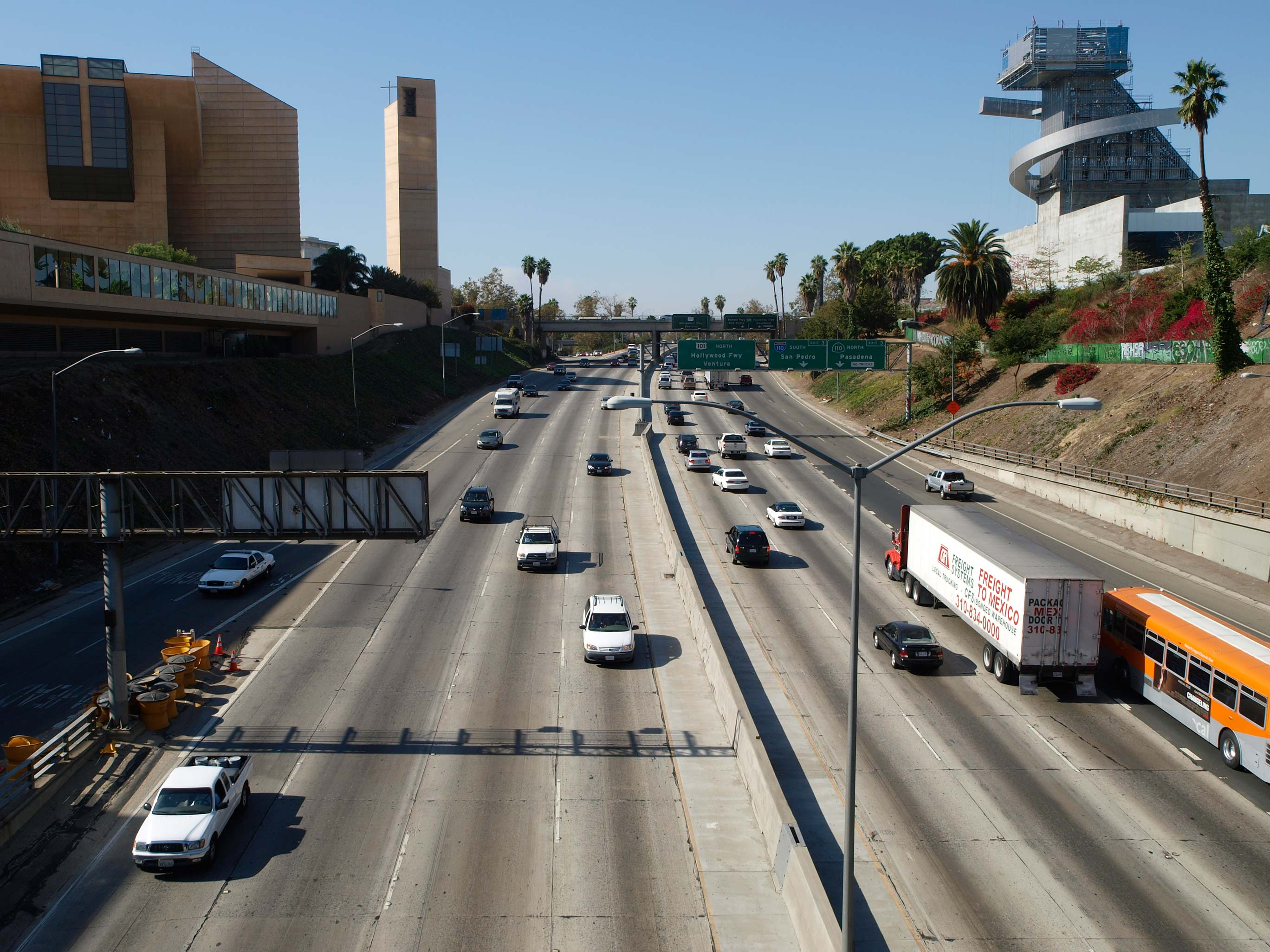
Der US-101 geht im Santa Ana Freeway in Los Angeles auf Kalifornien

### Einzelheiten
Der U.S. Highway 101 beginnt als Abzweig vom Interstate 5 in Tumwater südlich der Hauptstadt des Bundesstaates Washington, Olympia. Von dort verläuft er zunächst in nordwestlicher und dann in nördlicher Richtung zur Olympic-Halbinsel und führt dort um den Olympic-Nationalpark herum. Port Angeles ist der nördlichste Teil des Highways und liegt an der Juan-de-Fuca-Straße, an deren nördlicher Seite sich in etwa 21 km Entfernung die kanadische Vancouver Island befindet. Hinter Forks nimmt der US-101 schließlich seine generelle Südrichtung ein. Noch im Bundesstaat Washington folgen Aberdeen und Long Beach.
Zum Ort Astoria führt die 6545 Meter lange Astoria Bridge über den Columbia River, der die Grenze zu Oregon bildet. Erst die Fertigstellung der Brücke im Juli 1966 ermöglichte die hindernisfreie komplette Fahrt auf dem US-101. An diesem liegt das nach dem deutschstämmigen Pelzhändler Johann Jakob Astor benannte Astoria, der im Ort 1811 das Fort Astoria gründete. In der Nähe von Port Orford führt der US-101 über die 1931 errichtete und 578 Meter lange Rogue River Bridge.
In Kalifornien erschließt der US-101 zunächst den Redwood-Nationalpark mit den spektakulären Küstenmammutbäumen innerhalb eines gemäßigten Regenwalds. Das vom Park umschlossene und 1851 von Goldsuchern gegründete Crescent City lebt heute vom Parktourismus. Die zur Kleinstadt gehörige Bucht ist die anfälligste für Flutwellen in den gesamten USA. Der US-101 führt östlich an Leggett vorbei, wo die nach Süden verlaufende California State Route 1 beginnt. Santa Rosa befindet sich im Zentrum des nordkalifornischen Wine Country, wo sie als County Seat des Sonoma County fungiert. Einen der touristischen Höhepunkte bildet die 2737 Meter lange Golden Gate Bridge, über die der US-101 nach San Francisco führt. In der Stadt hat er den Straßennamen „Van Ness Avenue“, die südlich aus der Stadt hinausführt. In San Bruno beginnt das um den US-101 gelegene Silicon Valley mit weltmarktführenden Unternehmen der Informationstechnologie, das in Stanford mit der Stanford University auch eine wissenschaftliche Fundierung besitzt und sich etwa bis San José ausdehnt. In dem 1772 gegründeten San Luis Obispo befindet sich die Mission San Luis Obispo de Tolosa. Über Ventura wird schließlich Los Angeles erreicht, wo der US-101 als „Santa Ana Freeway“ im Interstate Highway 5 aufgeht.

## Trivia
In der Cartoon-Serie Die Simpsons wird in Staffel 18/Episode 7 (2024) eine Straßenkreuzung zwischen dem Interstate Highway 405 und dem US-101 erwähnt, an welcher der Simpsons-Wohnort Springfield liegen soll. Diese Kreuzung existiert tatsächlich in Sherman Oaks, einem Stadtteil von Los Angeles.